# ARL14EP
ARL14EP (англ. ADP ribosylation factor like GTPase 14 effector protein) – білок, який кодується однойменним геном, розташованим у людей на 11-й хромосомі. Довжина поліпептидного ланцюга білка становить 260 амінокислот, а молекулярна маса — 29 338.
| 10         |  | 20         |  | 30         |  | 40         |  | 50         |
| ---------- |  | ---------- |  | ---------- |  | ---------- |  | ---------- |
| MMDPCSVGVQ |  | LRTTNECHKT |  | YYTRHTGFKT |  | LQELSSNDML |  | LLQLRTGMTL |
| SGNNTICFHH |  | VKIYIDRFED |  | LQKSCCDPFN |  | IHKKLAKKNL |  | HVIDLDDATF |
| LSAKFGRQLV |  | PGWKLCPKCT |  | QIINGSVDVD |  | TEDRQKRKPE |  | SDGRTAKALR |
| SLQFTNPGRQ |  | TEFAPETGKR |  | EKRRLTKNAT |  | AGSDRQVIPA |  | KSKVYDSQGL |
| LIFSGMDLCD |  | CLDEDCLGCF |  | YACPACGSTK |  | CGAECRCDRK |  | WLYEQIEIEG |
| GEIIHNKHAG |  |            |  |            |  |            |  |            |

A: Аланін

C: Цистеїн

D: Аспарагінова кислота

E: Глутамінова кислота

F: Фенілаланін

G: Гліцин

H: Гістидин

I: Ізолейцин

K: Лізин

L: Лейцин

M: Метіонін

N: Аспарагін

P: Пролін

Q: Глутамін

R: Аргінін

S: Серин

T: Треонін

V: Валін

W: Триптофан

Кодований геном білок за функцією належить до фосфопротеїнів. 
Задіяний у такому біологічному процесі, як ацетилювання. 
Локалізований у цитоплазмі.